# 園田明人
園田 明人（そのだ あきひと、1961年5月 - ）は、日本の心理学者（学習心理学）。学位は博士（心理学）（上智大学・1993年）。静岡県立大学国際関係学部教授・大学院国際関係学研究科教授。
静岡県立大学国際関係学部講師、静岡県立大学国際関係学部助教授などを歴任した。

## 来歴
1961年生まれ。1981年3月、正則高等学校を卒業する。国際商科大学(現東京国際大学)に進学し、教養学部の人間関係学科にて学ぶ。1986年3月、国際商科大学を卒業した。その後、立教大学の大学院に進学し、文学研究科の心理学専攻にて学ぶ。1988年3月、立教大学の大学院にて博士前期課程を修了する。それにともない、文学修士の学位を取得した。その後、上智大学の大学院に進学し、文学研究科の教育学専攻の心理学コースにて学ぶ。同大学では平井久の薫陶を受ける。1992年3月、上智大学の大学院にて博士後期課程を満期退学する。なお、翌年3月、上智大学より博士（心理学）の学位を授与された。
1995年4月、静岡県立大学の国際関係学部にて専任の講師に就任した。1998年4月には助教授に昇任し、2004年4月には教授に昇任した。その間、駿河看護専門学校、東京国際大学、放送大学、静岡英和学院大学などで、非常勤で教鞭を執った。

## 研究
著作については、津田彰の編纂した学術書や、繁桝算男らが編纂した学術書などにて、執筆を行っている。また、本明寛と間宮武が監訳した学術書などにおいては、翻訳を担当している。なお、園田の個人ウェブサイトには、今まで携わった書籍の一覧が掲載されており、「著書」と「翻訳」とで分類されて書名が列挙され、当該書籍のどの部分を担当したのかが詳細に記載されている。また、「著書」と「翻訳」の節とは別に「ゴースト翻訳」という一節が設けられており、そこにはリチャード・S・ラザルスとスーザン・フォルクマンの『ストレスの心理学――認知的評価と対処の研究』の中の、第5章「対処の概念」が挙げられている。

## 略歴
- 1961年 - 誕生。
- 1981年 - 正則高等学校卒業。
- 1986年 - 国際商科大学教養学部卒業。
- 1988年 - 立教大学大学院文学研究科博士前期課程修了。
- 1992年 - 上智大学大学院文学研究科博士後期課程満期退学。
- 1993年 - 上智大学 心理学博士 論文の題は「Learned Helplessnessの原因と予防に関する基礎研究[16]。
- 1995年 - 静岡県立大学国際関係学部講師。
- 1998年 - 静岡県立大学国際関係学部助教授。
- 2004年 - 静岡県立大学国際関係学部教授。

## 著作

### 執筆
- 三谷恵一ほか編著『リラクセーションのすすめ――その理論と実際』大学教育出版、1993年。ISBN 4924400610
- 津田彰編『医療行動科学のためのカレント・トピックス』北大路書房、2002年。ISBN 4762822590
- 角山剛ほか編著『基礎から学ぶ心理学』ブレーン出版、2003年。ISBN 4892427071
- 塚本伸一・塚本尚子編『心理学――基礎理論と看護事例で学ぶ心の科学』ヌーヴェルヒロカワ、2003年。ISBN 4902085453
- 中島義明・繁桝算男・箱田裕司編『新・心理学の基礎知識』有斐閣、2005年。ISBN 4641183112
- 小林芳郎編著『健康のための心理学』保育出版社、2006年。ISBN 4938795574

### 翻訳
- ロバート・J・ギャッチェルほか著、本明寛・間宮武監訳『健康心理学入門』金子書房、1992年。ISBN 4760822666
- アンドリュー・ステプトー・アド・アペル編、津田彰監訳『ストレス、健康とパーソナル・コントロール』二瓶社、1995年。ISBN 4931199313
- クリストファー・ピーターソン・スティーヴン・F・マイヤー・マーティン・E・P・セリグマン著、津田彰監訳『学習性無力感――パーソナル・コントロールの時代をひらく理論』二瓶社、2000年。ISBN 4931199690